# Керамічна мінеральна сировина
Керамі́чна мінера́льна сировина́ (рос. керамическое минеральное сырье, англ. clay material for ceramics, нім. keramischer Mineralrohstoff m — природні мінеральні утворення, що їх використовують для виробництва керамічних виробів. Основною К.м.с. є глини каолінітового й гідрослюдисто-каолінітового складу. Температуру спікання керамічної маси знижують польові шпати, воластоніт тощо. Оксид цинку та ін. мінеральні домішки служать основою глазурі.
Україна займає провідне місце в Європі за запасами та видобутком глинистої та каолінової К.м.с. Сировиною для тонкої кераміки (виробів з порцеляни та фаянсу) є нормальні й лужні каоліни з невеликим вмістом оксидів-барвників, відміни пластичних вогнетривких глин та бентоніту, порцеляновий камінь (кварцово-каолінітового складу), кварцовий пісок, гранітні пегматити та ін магматичні гірські породи.
Найбільші родовища каоліну знаходяться на Дніпропетровщині (Просянівське), Вінниччині (Глуховецьке), Донецькій (Володимирівське) та Запорізькій (Пологівське) областях; вогнетривких глин — в Донецькій (Часово-Ярське, Новорайське) і Запорізькій (Пологівське) областях.
Польовий шпат видобувають на родовищах пегматитів (Житомирська, Запорізька, Рівненська, Хмельницька обл.).
Лейкократові граніти та анортозити видобувають у Житомирській, Рівненській та Хмельницькій областях.
Ліпарити видобувають на Закарпатті.
Сировиною для буд. кераміки (цегла, черепиця, плитка) є легкоплавкі глини й суглинки, аргіліти, глинисті сланці.